# Kristina Ringlová
Kristina Ringlová (6. června 1878 Suchý Důl – 27. října 1957 Hořice) byla chudá česká dívka, římská katolička, vizionářka mariánského zjevení v Suchém Dole.

## Dětství
Narodila se jako druhé dítě Františka Ringla a jeho ženy Anny, rozené Osobové. Ve čtyřech letech jí zemřel otec a matka vydělávala na skromné živobytí u tkalcovského stavu, chodila též vypomáhat sedlákům na pole a do chlévů. Své děti Kristinu a Františka brávala často s sebou, což mělo za následek, že děti zanedbávaly školu. Kristina však měla často možnost procházet cestou do Šolcova lesa okolo kaple Panny Marie Lurdské, kterou dal v Suchodole postavit z milodarů v roce 1883 Václav Ticháček. Lze předpokládat, že mladá Kristina znala příběh o lurdském zjevení a francouzské dívce Bernadette Soubirous.

## Mariánské zjevení

### Začátek zjevení
K dramatickému zlomu v jejím životě došlo v jejích čtrnácti letech, kdy se jí poprvé měla zjevit v den svátku sv. Vavřince 10. srpna 1892 odpoledne Panna Maria. Tuto událost zaznamenal místní řídící učitel Jan Stahl v suchodolské školní kronice krasopisně, velkým a stínovaným písmem:
| „ | Zvláštní událost. 10. dne měsíce srpna 1892 v den sv. Vavřince asi o ½ 4. hodině odpoledne šla Ringlová Kristina, 14leté děvče, do lesa, jenž patří p. Václavu Ticháčkovi, statkáři v Suchodole č. 1, houby hledat. Statek ten v dřívějších dobách nesl jméno ,šolcovna’ a odtud i každý majitel posud nazývá se šolcem. Les ten nazýván proto Šolcův les a jelikož leží nad údolím tak zvaným Ochoz, jménuje se též ochozský les. Vstoupila do lesa, hledala – hledala, a jelikož rok ten nebyl houbami právě bohat, nasbírala si lišek, které v chladě v mlází jakžtakž rostly. Mlázím tím vedla pěšina a příjemný vonný chlad občerstvoval chodce tudy jdoucího. A právě blíže této pěšiny vyskytla se znenadání Kristině Ringlové vysoká, štíhlá postava v černém, až na zem splývajícím rouše, které těsně k tělu přiléhalo. Hlavu měla zahalenou červeným šátkem, tak že ani vlasů viděti nebylo. Líce byly vpadlé, bledé, oči skelné, kterými ani nepohnula – hotová mrtvola. Zjev byl na šest kroků od děvčete, přiblížil se k děvčeti až na 3 kroky a pronesl tato slova v přestávce dvakráte: Pozdrav Pán Bůh! Ustrnutím a vyděšením zmámené děvče dalo se na útěk k domovu a zaslechlo za sebou potřetí: Pozdrav Pán Bůh! | “ |

Zjevení budilo dojem, že se vznáší nad zemí. Dívka se po útěku z lesa zastavila až doma v chalupě na kraji Suchodola čp. 99, kde žila s matkou a bratrem. Když o podivném setkání vyprávěla sousedům, známým a příbuzným, matka jí zakázala chodit do lesa. Událost byla interpretována různě, nicméně za čtrnáct dní se Kristina ocitla v lese na stejném místě. Zjevení se opakovalo 25. srpna 1892. Jeho průběh opět zapsal místní učitel slovy:
| „ | Krásná, vznešená Paní, silné vysoké postavy, plného obličeje, něžné bílé pleti, růžových lící, blankytných očí, malinkých úst a korálových rtů. Husté kaštanové vlasy vlní se jí po zádech. Celé vzezření jeví božskou dobrotu a libý úsměv hlásí vznešenost zjevu. Postava zahalena byla v dlouhý šedý plášt tak, že žádného údu viděti nebylo, tím méně chůze jaké zříti bylo, ač zjev dříve asi na 6 kroků vzdálený od děvčete, přiblížil se až na 3 kroky k němu, jak se k němu takto mluviti: ,Neboj se děvčátko, neboj. Věříš v Boha? Co ses bála, jak jsem se ti ukázala? Neboj se děvčátko, já ti něco povím: já jsem slovo boží! Dříve to byl posel. To místo až lidé za postrach nemají. Na tom místě ať se modlejí. Děvčátko, nezapomeň těch slov, to jsou slova od Boha! Co se tvoje matka bála, nic zlého jsem ti neudělala. Potřetí ti povím více.’ A pak – jako když sfoukne svíčku, zmizela… | “ |

Kristina se po druhém zjevení přestala bát, zamířila domů a to, co viděla a slyšela, si zapsala. Všechny informace, který údajně dostávala od záhadné paní, však prý nemohla nikomu prozradit. Následovala prý další a další zjevení, celkem třiadvacetkrát. O události se začalo mluvit a v souvislosti se známým zjevením v Lurdech, které proběhlo necelé čtvrtstoletí předtím a analogií s Bernadette Soubirous, které bylo v době zjevení také čtrnáct let a byla takřka nevzdělaná jako Kristina, začalo místo přitahovat poutníky. Nicméně v době suchodolského zjevení ještě nemohli poutníci tušit, že v roce 1933 bude Bernadette svatořečena.
Po 25. srpnu 1892 se v Šolcově lese začaly na stromech objevovat první svaté obrázky a růžence, jako projev spontánní lidové zbožnosti. O pět dnů později, 30. srpna, se Kristina opět chystala do lesa. Na radu své matky si nesla malý obrázek. Ten chtěla přibít na strom stojící blízko místa, kde měla již dvakrát vidění. Přitom se, jak literárně zachytil nadšený školní kronikář, opět zjevení opakovalo:
| „ | Počne přitloukati hřeb do smrčku a při 4. udeření, kde se vzal, tu se vzal, byl tu zjev opět. Vznešená paní byla prý té samé podoby, jako při zjevu druhém, však ne v šedém, nýbrž v bílém oblečení. Aniž by sebou pohnula, jala se takto hovořiti: Neboj se děvčátko, já žádám, abych na tomto místě byla ctěna a chválena zpěvem a nejsvětějším růžencem. Neboj se děvčátko! Zítra jdi do lesa a modli se růženec potichu. Každý den se modli růženec sama a 3kráte s lidmi. Děvčátko, neboj se! Já jsem krásná paní u lidí. Ty jsi moje dítě. Buď mojí pěvkyní na tomto místě. Neboj se děvčátko, neboj se! Čiň tak to, jak ti povím. Za 3 měsíce přijď zase v tento pravý čas. | “ |

Tak bylo vytyčeno místo, kde se lidé mají modlit k tajemné paní. Dívka dokonce prostor vyměřila pomocí klubka nití, které měla v kapse. Aby na nic nezapomněla, udělala v lese i orientační značky z větviček a kamenů a vše, co slyšela, si zapsala na kousek papíru.

### Náboženská euforie
Informace o soukromém zjevení se šířily velice rychle ústním podáním a začal být o ně velký zájem. Mezi lidmi z okolí propukla náboženská euforie, později označovaná za fanatismus, ale také se začaly objevovat prvky připomínající podnikatelský záměr. Majitel lesa Václav Ticháček nechal prostor, označený Kristinou, ohradit jednoduchým plotem se vstupní brankou. Denně začaly přicházet desítky i stovky lidí, kteří přinášeli náboženské obrazy a růžence, zapalovali svíčky, zpívali a vykonávali pobožnosti.
Kristina Ringlová přicházela na místo každý den, aby se – jak slíbila tajemné postavě – modlila růženec. Jednou se růženec pomodlila sama a třikrát s ostatními přítomnými poutníky.
Řídící učitel Stahl sepsal v srpnu roku 1893 brožurku, která vyšla vzápětí tiskem pod názvem: Výpis školní kroniky Suchodolské o zjevování se Panny Marie v lese „Šolcově“. Také oficiálně uzavřel školní docházku Kristiny, která nebyla příliš valná. Učitel také dodává, že Kristina chodila do školy málo a takřka s přinucením a konstatuje, že příčinou toho byla bída. Jen o několik měsíců později Karel Jánský, učitel z Dřevíče na Hronovsku, vydává téměř padesátistránkovou publikaci s názvem Tajemná zjevení matičky Boží v Suchodole. Tato publikace je obsažnější a má i jisté reportážní prvky. Vycházel z již dříve napsaného, avšak v letech 1892 nebo 1893 mluvil s ní i s její matkou několikrát. Navštívil jejich chalupu a přesvědčil se i o bídě, ve které dívka vyrůstala.
Mezitím se v tomto období veřejnost rozdělila do několika táborů. Jedni se domnívali, jak píše Karel Janský, že děvče je stiženo halucinacemi a v rozbouřené obrazotvornosti se domnívá, že vidí tajemný zjev, se kterým rozpráví, modlí se apod., tak jako když psychiatrický pacient mluví s domnělými osobami. Jiní podezírali Kristinu z podvodu, ke kterému je navedena svou matkou, a že celá historie o suchodolském zjevení je pouhým humbukem. Někteří se domnívali, že v pozadí je komplot katolických kněží za účelem ovládnutí prostého lidu. Nejpočetnější však byla skupina těch, kteří ve zjevení uvěřili, a již na podzim roku 1892 po stovkách putovali do Suchodolu. Pověsti se šířily ústně a přidaly se i zprávy o zázračných uzdraveních. Annu Klimšovou ze Suchodola jako první napadlo použít lesní hlínu z místa zjevení jako léčivého prostředku pro svou nemocnou dcerku, která se po čase skutečně uzdravila. Již tisíce lidí počaly přicházet k záhadnému místu. Po lednu 1893 příliv poutníků natolik vzrostl, že se dokonce musely posilovat vlakové spoje.

### Komitét
K posouzení pravosti zjevení se v neděli 27. listopadu 1892 sešla patnáctičlenná skupina vážených občanů města Police nad Metují, přilehlé Ledhuje a Suchodola, která ustavila „komitét“ k prošetření záležitosti. Před tento výbor musela Kristina Ringlová předstoupit a následoval výslech. Nebyl to ovšem výslech první. Již v období od srpna do listopadu absolvovala několik takových výslechů a byla také vyšetřována několika lékaři. Suchodolský komitét konstatoval, „že děvče nelže a že její stav je v úplném pořádku“. V otázkách víry ať rozhodne církevní autorita.
Mezitím situace akceleruje. Příliv poutníků vzrůstá a přijíždějí poutníci z Čech, z Moravy i ze sousedního Pruska (Slezska a Kladska). Na to pragmaticky reagují živnostníci, kteří s přílivem poutníků mohou nabídnout své služby.

### Další zjevení
Ke čtvrtému zjevení došlo 17. listopadu 1892 a Kristina si k němu zapsala, že se jí v deset hodin dopoledne zjevila paní oblečená v bílých šatech a vyzvala ji, aby se modlila za svět, který Bůh brzy potrestá. Dívka tento trest charakterizovala jako „velké zatopení“, což způsobilo pozdvižení (obava z protržení přehrad). O měsíc později, na Štědrý den, bílá paní vyjádřila přání, aby místo v Šolcově lese bylo náležitě zvelebeno. To způsobilo, že 26. prosince na sv. Štěpána si komitét opět předvolal Kristinu. Ta podrobně vylíčila, co viděla a byl sepsán protokol. Komitét rozhodl, že v případě dalších zjevení bude pokračovat protokolárním způsobem. Už 4. ledna dívka oznámila další zjevení. Bílá paní jí oznámila, že nazítří 5. ledna 1893 přijde ještě jednou a naposledy. Kristině pak dovolila, aby si s sebou vzala více lidí. Komitét jí dal za úkol, aby položila zjevení jasnou otázku: Kdo jsi?
Tentokrát s Kristinou vyšlo celé procesí. Když lidé došli na místo zjevení, protrhly se těžké mraky a paprsek světla ozářil toto místo. Kristina oznámila vedle klečící matce: „Matko, již jde.“ Poblíž stojící lidé pozorovali nápadnou změnu ve tváři děvčete. Na dané znamení přestali zpívat a nastalo hrobové ticho. Kristina oslovila paní takto: „Mocná Paní, povězte mi, jaké je vaše jméno? Paní na tuto otázku neodpověděla, ale pravila: Otaž se těch mužů, jestli to mé místo zvelebí.“ Všichni přítomní viděli proud světla, ale vedly se polemiky, zda jde jen o paprsky slunce nebo zda světlo vycházelo z jámy. Z označeného místa totiž poutníci si odnášeli hlínu ve víře, že má zázračnou moc a tak na místě již stačila vzniknout jáma. Z lesa se stala svatyně pod širým nebem.
V polovině ledna se rozšířily zprávy, že Ringlová měla další zjevení a tajemná postava se jí prý dala poznat jako Panna Maria a oznámila, že navzdory svému původnímu rozhodnutí se zjeví ještě dvakrát, a to dokonce i v přítomnosti ostatních lidí. Mělo se to odehrát 23. a 27. ledna 1893. K jedenáctému zjevení 27. ledna přišlo do Šolcova lesa odhadem kolem sedmi tisíc lidí. Přitom v Suchodole žilo v té době něco přes 800 obyvatel. Při obou zjeveních nikdo z přítomných Pannu Marii neviděl, kromě Kristiny, která ji odpovídala a slibovala pevnost ve víře. Následně byly všechny Kristiny poznámky zaprotokolovány.
Po lednu 1893 příliv poutníků natolik vzrostl, že se dokonce musely posilovat vlakové spoje mířící do Police nad Metují, již od Václavic. Někdy jich totiž přijelo až 15 tisíc denně. To přineslo také velkou komercionalizaci místa i okolí. Vznikla také stavba křížové cesty, byla vytesána socha Panny Marie pro kamenný výklenek nad studánkou (za dohledu Josefa Václava Myslbeka) a zbývalo jediné – postavit chrám.

### Postoj církve
Ke zjevením byl dobový postoj církve odtažitý a vyskytli se z řad duchovenstva i tvrdí odpůrci. K nejsilnějším patřil Sigismund Bouška. Rovněž nově ustavený královéhradecký biskup Edvard Jan Brynych, jinak podporující české katolíky zejména v Trutnově, zaujal k suchodolským zjevením negativní postoj a vydal dokonce dva pastýřské listy, které se přímo týkaly Suchodola, ve kterých vyzýval, aby se tam věřící nemodlili a nekonali pobožnosti, dokud církevní vrchnost nerozhodne. Postoj církve v 2. polovině 19. století zachycuje samostatný článek Zjevení Panny Marie v Suchém Dole.

### Konflikt s četnictvem

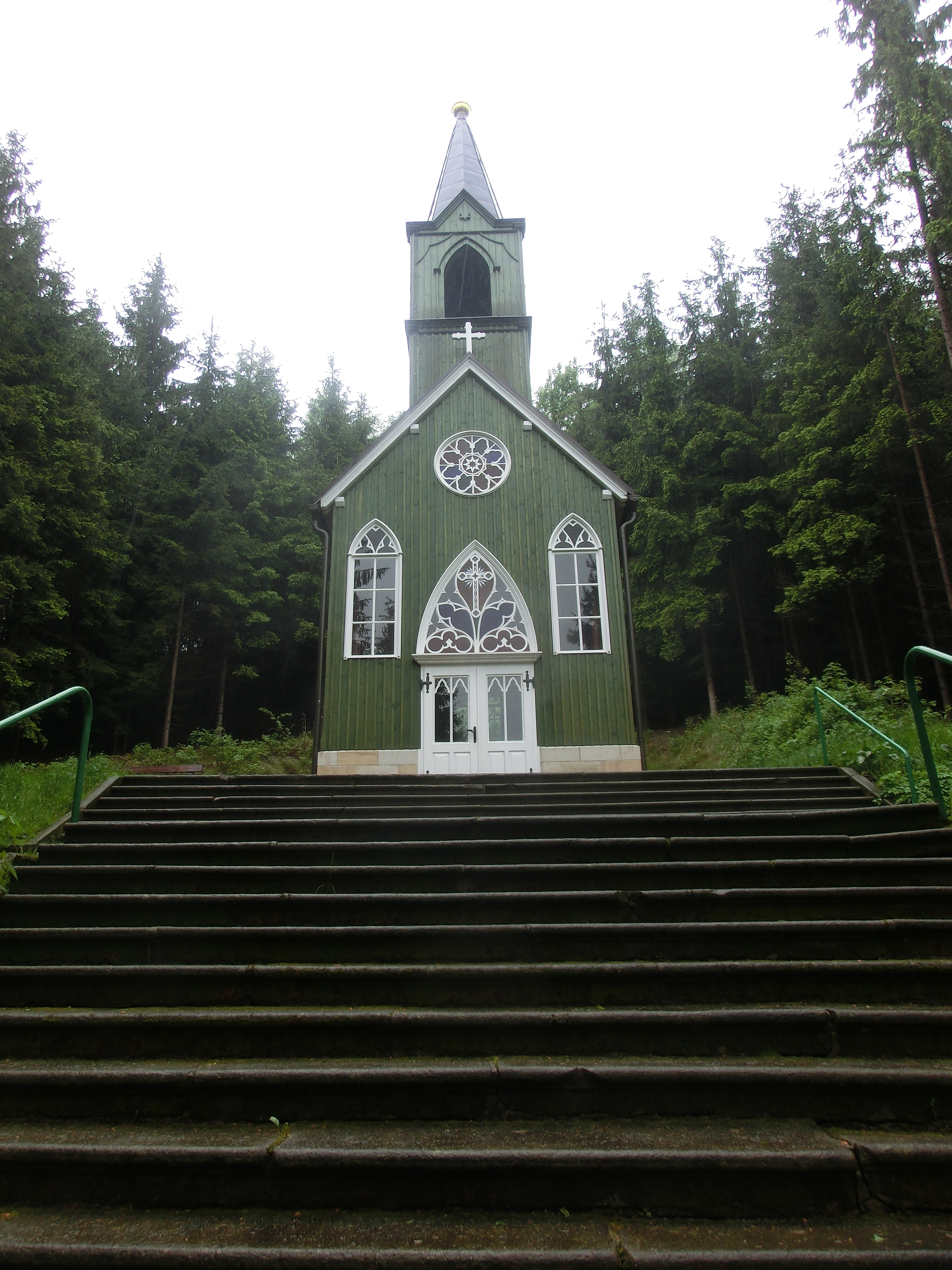
Lesní růžencová kaple na místě zjevení (17. května 2014)

Dne 2. ledna 1895 měla být Kristina čtyřmi četníky odvedena na hejtmanství, na základě obsílky od okresního hejtmana z Broumova, kterou obdržela již několik dní předtím. Když ji čtyři četníci oslovili: „jménem zákona“ a chtěli ji odvést, ona odpověděla: „Jménem zákona jdu za svou povinností,“ a obrátila se k Šolcovu lesu. Nastala potyčka, při které jednoho četníka shodila do závějí a druhého uhodila do břicha. Načež byla přemožena a deportována do Police na Metují a poté přes „broumovská pasa“ na hejtmanství. Zde strávila noc a poté byla propuštěna. Vrátila se domů prvním vlakem. Důvodem jejího zatčení bylo, že na ten den děvče oznámilo další zjevení. Mezitím totiž 28 četníků se pokoušelo vytlačit poutníky z lesa. Kdosi vykřikl: „Kristinu zatkli!“. Srocený dav se dal do pohybu a začal přítomné četníky koulovat, nechyběly i rány pěstí a holí. Pro četnictvo skončil tento boj debaklem. Je s podivem, že do té doby umírněné obyvatelstvo se projevilo takto bojovně.
Hejtman Karel Pohl však z událostí 2. ledna 1895 vyvodil důsledky. V průběhu následujících tří let bylo přes 70 aktérů útoku na četníky potrestáno krátkodobým vězením. I Kristina si odpykala měsíc tvrdého žaláře v Hradci Králové. Kniha Police nad Metují v datech k tomu dodává: „Jeden fakt je však nesporný, že tento incident byl zřejmě předposlední tečkou za suchodolskými ,zjeveními’. K poslednímu, třiadvacátému zjevení, došlo zanedlouho 8. ledna a pak se již nikdy Kristině Ringlové neukázalo... Snad se polekalo četníků!“ Na místě zjevení však dodnes stojí dřevěná kaplička.

## Další život Kristiny Ringlové
V roce 1901 se začala naplňovat předpověď ze čtvrtého zjevení, kdy tajemná Paní pravila Kristině: „Dítě, do své smrti se modli a trp za svět. Vytrpíš si na světě a potom přijdeš ku bráně mé.“

### Novinový skandál
Dne 12. dubna 1902 uveřejnily noviny Česká demokracie, že Kristina Ringlová je ve vídeňské porodnici, kde má porodit dítě, jenž údajně čeká s jistým mladým knězem. Jednalo se však o falešnou zprávu, protože když se farář Cyril Kaněra vypravil 13. dubna okolo 10. hodiny k Ringlům, našel tam Kristinu. Zeptal se, kde se zdržovala, když byla mimo domov, a ta uvedla, že u Františky Wildové ve Štěpánově u Olomouce. Domů prý přijela, protože potřebovala peníze od matky, aby mohla zažalovat redakci, protože jí advokáti v Olomouci řekli, že žaloba bude stát dost peněz. Následná lékařská zpráva potvrdila, že Kristina neporodila a nebyla těhotnou.

### Obvinění z vraždy
| „Zázračné“ děvče suchdolské Kristina Ringlova. Z Olomouce. (Pův. zpr.) Vyšetřování s Kristinou Ringlovou, která, jak známo, obviněna jest ze zločinu zavraždění své přítelkyně Anežky Špačkové, vleče se do nekonečna. Jednáť se o případ mimořádný, nanejvýš záhadný. Ringlová, která nachází se již plných sedm měsíců ve vyšetřovací vazbě a jest takto nejstarší inkvisitkou zdejšího krajského soudu, bývá několikráte týdně podrobována dlouhým výslechům vyšetřujícím soudcem p. drem Meitnerem. Ringlova popírá veškeru vinu a dává vyšetřujícímu soudci na různé spletité otázky takové odpovědi, že u soudu se praví, že pokud paměť sahá, nebyla zde ještě tak chytrá ženština vyšetřována. Po nálezu revolverové kulky v lebce zavražděné Špačkové konány ve dvoře zdejší trestnice u přítomnosti vyšetřujícího soudce zkoušky se stejným číslem revolveru, z jakého střelena byla Špačková, aby se zjistilo, z jaké vzdálenosti na ni vystřeleno asi bylo. Ringlova chová se ve vazbě velice klidně. Chodí denně na hodinovou procházku do ohraženého dvora a vyhybá se styku se spustlými ženštinami, nalézajícími se rovněž ve vazbě. V kanceláři trestnice má Ringlova uloženo vždy 60–100 k ku přilepšení si potravy, a bývají jí každý týden dodávány mimo to různé potraviny z města. Kdo jí je posílá, není známo. |
| noviny Národní politika 24. 3. 1903 |

Mnohem vážnější než údajné těhotenství, bylo obvinění z vraždy své kamarádky Anežky Špačkové. S Anežkou se Kristina seznámila prostřednictvím Františky Štulířové-Wildové, která obchodovala s devocionáliemi, tedy s růženci, svatými obrázky a modlitebními knížkami. Štulířová-Wildová žila v Dolním Štěpánově u Olomouce a v letech 1892-1895 přijížděla do Suchodola na procesí a pouti. Zde se spřátelila s rodinou Ringlovou a Kristinu několikrát pozvala k sobě na návštěvu Moravy. Díky tomu Kristina navštívila Svatý Kopeček u Olomouce, Hostýn a další poutní místa, nakonec i rakouský Mariazell. Kristina v té době uvažovala i o vstupu do kláštera, o čem i mluvila nahlas, nicméně k tomuto rozhodnutí nedospěla. V roce 1901 se místo vstupu do kláštera přestěhovala k Františce Štulířové do Dolního Štěpánova. V jejím domě pracovala jako služka od května 1901 i neteř Štulířové, sedmnáctiletá Anežka Špačková z Olomouce, kterou si k sobě bezdětná Štulířová vzala.
Anežka Špačková však udržovala milostný poměr s malířským pomocníkem Šindelkou z Olomouce. S poměrem však nesouhlasila ani Štulířová ani Anežčini rodiče. Zdá se, že Anežka přemluvila Kristinu Ringlovou k útěku od Štulířové, a obě mladé ženy se 5. listopadu 1901 vydaly na cestu do Vídně. Až do Olomouce je však provázela Štulířová, která se domnívala, že dívky míří do kláštera. Ony pak odjely vlakem do Brna, tam zůstaly, prohlédly si město, kde přespaly a druhý den pokračovaly do Vídně. Ve Vídni pobyly dva dny u Barfů, kteří měli fotografický ateliér. Dívky se společně nafotily, Anežka si ještě nechala udělat samostatný portrét a své podobizny ve formě pohlednic poslaly svým příbuzným a známým. Ráno 8. listopadu 1901 skutečně pak odcestovaly do Mariazellu. Ve vlaku se seznámily s Josefem Šplíchalem z Lilienfeldu, ve kterém musely přestupovat. Nový známý je doprovodil do místního hostince, kde přespaly. Druhý den byly naposled viděny společně okolo čtvrté hodiny asi 25 minut cesty od Lilienfeldu, jak si prohlížejí tamní kapličku a pak se vracejí do města.
Po několika dnech přijela Kristina Ringlová sama do Vídně a opět přespala u Barfů, kterým řekla, že v Mariazell byla zima, a tak se rozhodly rychle odjet. Anežka prý šla rovnou na vlak a spěchala domů. Kristina už neměla peníze, a tak musela část cesty jíž pěšky. Od Barfů si půjčila malou hotovost a odjela druhý den do Spytihněva na Moravě. Tam pobyla u známých manželů Lapčíkových do 7. prosince 1901. Vánoce strávila v Suchodole se svou matkou a bratrem, a teprve 8. ledna 1902 se objevila ve Štěpánově u paní Štulířové. Co se týče Anežky, Štulířová se domnívala, že odešla do kláštera. Po Anežce se však v únoru 1902 začali ptát rodiče. Její otec Augustin Špaček, obchodník z Olomouce, podal na svou švagrovou a Kristinu Ringlovou trestní oznámení. Ringlová při vyšetřování do protokolu oznámila, že se jí Anežka na cestě prostě ztratila.
Rodiče Anežky Špačkové podnikli kroky k vypátrání zmizelé dcery, ale pokusy byly marné i přes odměnu 100 zlatých, které přislíbil její otec. Na začátku září 1902 bylo nedaleko cesty z Kirhoferu do Mariazell v houští nalezeno mrtvé tělo neznámé dívky, která byla zastřelena z bezprostřední blízkosti. Za několik dní se potvrdilo, že se jedná o pohřešovanou Anežku Špačkovou. Z vraždy byla podezřelá především Kristina Ringlová.
Důkazy proti Kristině však byly pouze nepřímé. Nebyla nalezena vražedná zbraň a nepřihlásil se žádný očitý svědek. K nepřímým důkazům patřilo i to, že žena je násilné povahy, když už jako patnáctiletá zranila při zatýkání četníky Vojtěcha Vydru a Františka Nessera. Problém byl v tom, že po zatčení začala Kristina výpovědi týkající se Anežky Špačkové měnit. Rovněž rozesílané pohlednice byly s falešným Anežčiným podpisem a bylo evidentní, že je rozesílala Kristina. Nepřímých důkazů přibývalo, avšak Kristina přímý podíl na Anežčině vraždě nikdy nepřipustila. Porota ji uznala vinnou z vraždy osmi hlasy a následně ji 4. července 1903 odsoudila k trestu smrti oběšením a k náhradě útrat trestního řízení.
Případ byl odsouzen, ale ne zcela vyřešen. Chyběl jak motiv, tak i vražedná zbraň. Podle jedné verze chtěly obě dívky spáchat sebevraždu a ve Vídni si opatřily malý revolver. Anežka k činu nenacházela odvahu, a tak požádala Kristinu, aby jí pomohla. Po činu však Kristina nenašla odvahu se zabít a z místa utekla. Jiná verze tvrdila, že Anežku Kristina zastřelila, aby neprozradila důvěrně svěřená tajemství týkající se Suchodolu. Je ale také domněnka, že se Anežka sama zastřelila z nešťastné lásky k malířskému pomocníkovi Šindelkovi.
Úřady však zřejmě také sledovaly jiný cíl. Totiž zpochybnit zjevení v Suchém Dole. Jejich protagonistku mohli prohlásit za zcela nedůvěryhodnou osobu. Ve spisech ji líčí jako pokleslou, veskrze prolhanou osobu, která se prý ráda obléká do kněžských šatů. Jako osobu vedoucí nemravný život, která má spousty milenců a je bezpochyby schopna i zabíjet.
Kristina se proti rozsudku odvolala a na krajském soudu v Olomouci učinila 7. července 1903 výpověď, při které uvedla, že Anežku nezabila, ale že ji viděla umírat. Událost se seběhla prý takto:
| „ | Šla jsem dva nebo tři kroky dolů k silnici a myslila jsem, že Anežka jde za mnou. Když jsem ale, asi tři kroky od ní vzdálena, se obrátila, viděla jsem, že Anežka stála ještě na tomtéž místě a držela v pravé ruce zase tu zbraň, kterou měla přitlačenou na šálu na pravém spánku. Já jsem k ní přiskočila, chytla ji za zápěstí ruky a v tom vyšla rána. Anežka padla na pravý bok. Přes šál tekla krev na suchá stébla trávy. Asi za půl hodiny přestala dýchat, byla pak mrtva... Protože jsem byla celá pryč, tak jsem nedoběhla k pacholkům, kteří s dřevem v lese pracovali, nýbrž zůstala jsem tam u mrtvoly sedět až do večera. Šli též potom po ulici drvaři, na které jsem ale nevolala, poněvadž jsem se bála, že když něco řeknu, že budou lidé myslit, že já jsem Anežku zastřelila. Když drvaři šli, byla již Anežka mrtva. Já jsem jí proto tehdy po ruce sáhla, poněvadž jsem chtěla tomu zabránit, aby se nezastřelila. | “ |

Kristina doznala ještě jednu věc, kterou nemusela. V Mariazell byla také s mlynářským pomocníkem Eduardem Flekem, se kterým strávila několik nocí. Za tento svůj prohřešek se „dívka Bohem omilostněná“ velmi styděla. Obhájce se proti rozsudku odvolal a teprve 24. ledna 1904 byl trest zmírněn na 15 let těžkého žaláře, zostřeného každého čtvrt roku postem a čtyřiadvacetihodinovou samotkou v temné díře vždy 10. listopadu každého roku. Po šestnáctiměsíční vyšetřovací vazbě v Olomouci byla Kristina Ringlová 24. února 1904 převezena do ženské trestnice ve Valašském Meziřící ve věku 25 let.

### Život ve vězení
Do trestnice ve Valašském Meziříčí nastoupila Kristina 14. února 1904. Na trestankyně dohlížely řádové sestry. Věznice se nacházela v prostorách starobylého zámku Žerotínů a ve vězení se žilo přísným klášterním způsobem. Kristina se tu učila katechismus, pravidelně chodila na mše, několikrát denně se modlila, postila, četla a také hodně pracovala. Naučila se šít i krásně vyšívat. V roce 1909 několik měsíců před svou smrtí ji přišla navštívit matka Anna Ringlová (zemřela v lednu 1910). V roce 1915 před odchodem na frontu se s ní přišel rozloučit i bratr František (zemřel v zajetí na italské frontě v roce 1915).

### Propuštění z vězení
Žádost o propuštění Kristiny napsala řada poutníků, křesťanských spolků a také její rodina. Zvlášť dojemný je dopis její matky z března 1908. V listopadu 1914 se na krajský soud v Olomouci obrátil bratr František Ringel. To už jeho sestra více než pět let pobývala v Ženském nápravném ústavu v Řepích za Prahou. V průběhu I. světové války začala usilovat o její propuštění manželka Františka Ringela Marie, která po smrti manžela by potřebovala pomoc s dětmi, sama slabá a chudokrevná. Její dopis z ledna 1916 podpořil i suchodolský starosta Klimeš. Na začátku června 1916 adresovala Marie Ringlová krajskému soudu v Olomouci druhý dopis a jako válečné vdově jí bylo vyhověno. Na základě rozhodnutí císaře byla Kristina Ringlová 16. srpna 1916 propuštěna na svobodu. Ve vězení strávila téměř 14 let. I když její švagrová žádala o její propuštění, nakonec se na soužití s ní nedohodla z důvodu sporu o dědictví.
Kristina se po návratu z vězení odstěhovala ze Suchodola do Police. Zde si najala byt a živila se vyšíváním a pletením. Žila nenápadně, chodila často na mše a postupně se začala starat o lesní kapličku. Peníze, které původně na tento účel byly sebrány, během války ubyly. Také polické duchovenstvo nebylo těmito aktivitami nadšeno. Kristina se nevzdala a na vlastní pěst v roce 1922 najala dělníky a dala se s nimi do práce. Kaple získala znovu nátěr. Kristina nadále sháněla prostředky na její opravu. Po roce 1922 nechala opravit a znovu natřít kapličku, v roce 1927 zajistila opravu zdiva u studánky. Po povodni (velkém zatopení) v roce 1929 se sesunul kamenný most. S jeho opravou se začalo v roce 1931. V době odpadu od katolické církve po roce 1918 k československé církvi došlo k zajímavé situaci. Kaplička se v roce 1920 dočkala vysvěcení z rukou kněze Jindřicha Hulínského (faráře nové Československé církve), který zběhl z katolické církve. Také evangeličtí pastoři v kapličce křtili a konaly se zde i evangelické bohoslužby. Šolcův les opět zněl zpěvem a modlitbami. Avšak Kristina Ringlová zůstala věrná své víře.

### Na Moravě
Když dokončila opravu kapličky, odešla na nějaký čas ze Suchého Dolu. V letech 1933 až 1937 vypomáhala s péčí o tři malé děti na Moravě ve vesnici Spytihněv. Tam měla více času a znovu sepsala všech dvacet tři zjevení, tak, jak si je vybavovala. V období před II. světovou válkou se nemocná, oslabená tuberkulózou vrátila do rodného kraje.

### Vagón
Když chorobu překonala, opět se začala starat o kapličku. Bydlela střídavě v Polici, v Hlavňově, v Ochozi a nakonec ve vyřazeném železničním vagonu v Suchodole, který tam byl dopraven již v roce 1924. Vyřazené železniční vagony zde byly vlastně dva, a byly určeny pro nejnuznější suchodolské občany. Jednalo se o nejubožejší podivnou pastoušku, v níž prožila své poslední roky pozemského života právě Kristina Ringlová.
Ve 40. a 50. letech 20. století ji lidé vídali každý den, jak stoupá do stráně ke kapličce, kde pak trávila hodiny v modlitbách. Pracovala a starala se o její výzdobu a opravy. Píše též na památkový úřad do Prahy, že lidé slíbili, když 2. světová válka dobře dopadne, postaví kapli novou. Lidé ji z této doby znali jako mlčenlivou, ale vždy laskavou a vstřícnou. Dobře ji v té době poznal historik Josef Macek, který Kristinu Ringlovou přesvědčil, aby na konci života své paměti sepsala.

## Závěr života
30. května 1955 si Kristina sbalila pár věcí a odjela do Rožďalovic. Zažádala si o umístění do zaopatřovacího ústavu Charity. V srpnu následujícího roku byla přeložena do ústavu v Hořicích v Podkrkonoší a posléze ji převezli do tamní nemocnice. Podle Josefa Macka „dne 23. října 1957, na počest dvacátého třetího zjevení, napsala závěť, a zemřela 27. října, prvou hodinu o svátku Krista Krále. Bylo jí 79 let. Na své výslovné přání byla pohřbena na hořickém hřbitově a stalo se tak v poslední den měsíce října, měsíce Královny růžence.“

### Závěť
Kristina Ringlová nikdy neodvolala a trvala na tom, že mluvila pravdu a v Šolcově lese měla skutečné zjevení. Setrvávala až do konce života na tvrzení, že je nevinná a že byla za smrt Anežky Špačkové odsouzena neprávem. Byl nalezen i její dopis poslaný do šolcovny několik dní před smrtí. V něm píše: „Pro boha prosím žádný převoz. Prosím, chci odpočívat v Hořicích na Gothardu. Splňte mé přání,“ což ovšem napsala ošetřující sestra a roztřesenou rukou k tomu vlastnoručně dopsala devětasedmdesátiletá paní Ringlová: „Pán Bůh Vám zaplať, splňte mně to. Mým drahým poslední s Bohem, nezapomenu na Vás, drahé duše moje.“

### Německý dopis
V 60. až 70. letech 20. století došel do Suchého Dolu německy psaný dopis z Vídně nebo Mariazell, kde nějaký kněz snad na smrtelné posteli napsal, že Kristina Ringlová je nevinná, neboť znal jméno skutečného vraha, který se mu vyznal, ale nemohl jej nikdy vyzradit. Když umíral, napsal do Suchého Dolu, zřejmě nevěděl, že Kristina již nežije. Dopis byl však ztracen.

### Kaplička
Růžencová zelená kaplička stojí od roku 1897 v místě dodnes. Posvěcena byla až 8. září 1990 katolickým knězem Jiřím Prokůpkem. V roce 2010 však vyhořela. Následně byla obnovena a kardinál Dominik Duka ji 8. července 2012 slavnostně posvětil. Na hlavní oltář byla umístěna soška Pražského Jezulátka a polychromovaná socha Panny Marie Růžencové, nesoucí podobu Kristiny.

### Hrob Kristiny Ringlové

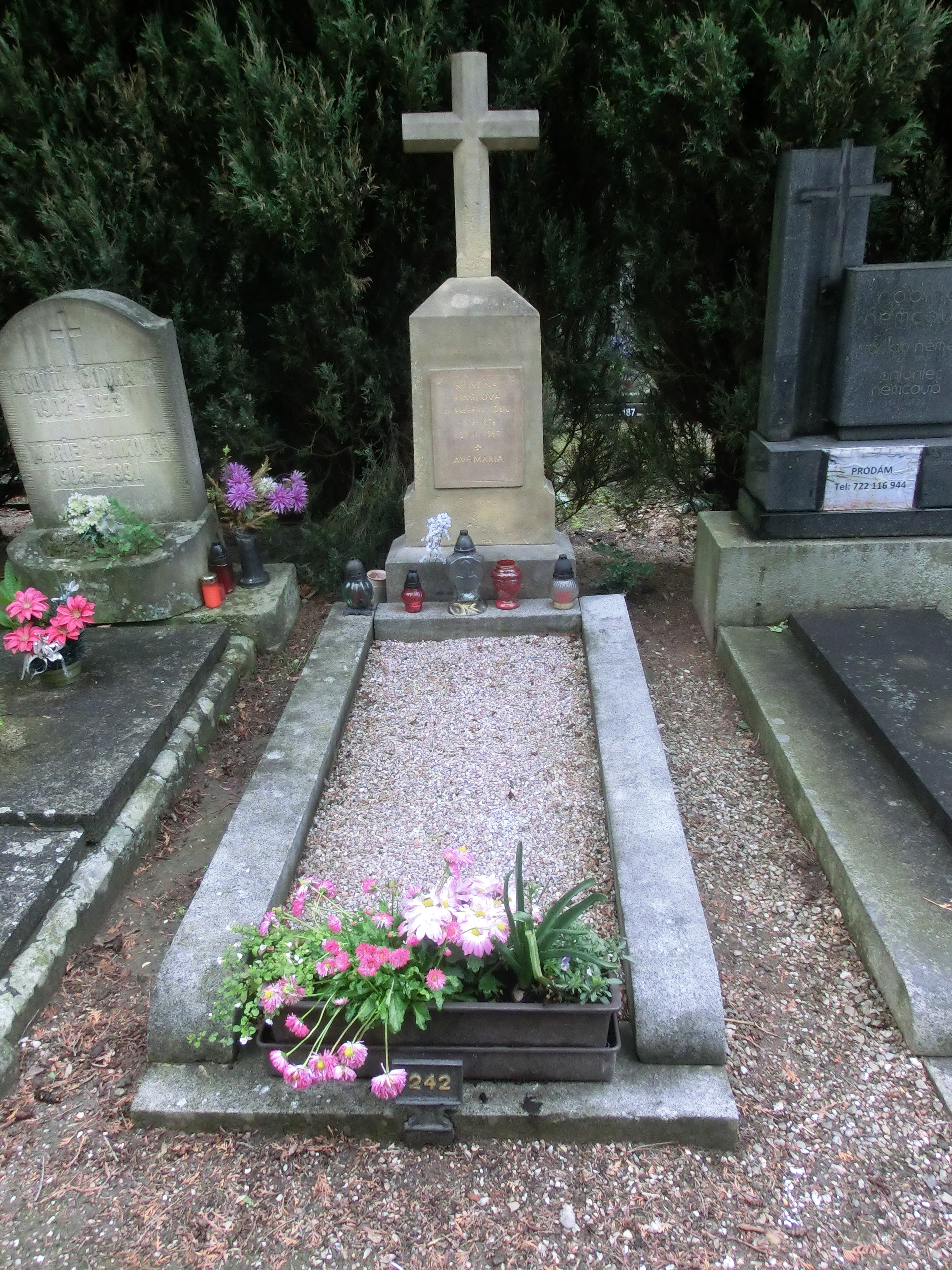
Hrob Kristiny Ringlové v Hořicích na Novém hřbitově.

Pohřbena je na novém hřbitově na vrchu Gothardu v Hořicích (oddíl VI, hrob 242). Ani na začátku 21. století není její hrob opuštěný. Bývá často navštěvován a z iniciativy Centra domácí hospicové péče v Hořicích, jehož současné prostory dříve sloužily jako infekční oddělení, a kde také paní Ringlová zemřela, byl kamenosochařsky opraven. Zaměstnanci hořického hospice o hrob pečují i nadále.